# Pteris fauriei
Pteris fauriei là một loài thực vật có mạch trong họ Pteridaceae. Loài này được Hieron. miêu tả khoa học đầu tiên năm 1914.

## Hình ảnh

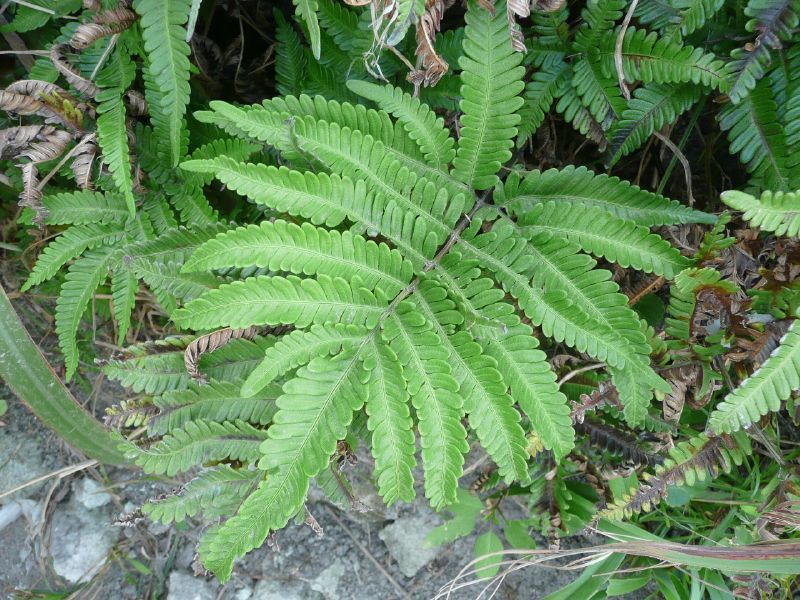